# 东湖镇 (民勤县)
东湖镇，是中华人民共和国甘肃省武威市民勤县下辖的一个乡镇级行政单位。

## 行政区划
东湖镇下辖以下地区：
东湖镇社区、西岁村、大号村、永庆村、冬固村、秋成村、致力村、宿积村、富裕村、往致村、调元村、阳和村、署适村、苍厚村、雨顺村、维结村、振新村、雨圣村、下月村、洪圣村、西辰村、红英村、上润村、下润村、东润村和大毛湖村。